# Crématorium de Beuvrages
Le crématorium de Beuvrages est un crématorium situé dans la commune de Beuvrages, dans le Nord, en France.

## Description
Le crématorium de Beuvrages est ouvert en 1996. Il dispose d'un cimetière à destination des cendres et des urnes. Il est agrandi et réaménagé en 2018 et 2019 pour un coût de 1 500 000 €. Mille crémations ont lieu annuellement en 2018 et 2019.
Il est le seul de l'arrondissement de Valenciennes, c'est pourquoi un crématorium à Denain est envisagé durant la seconde moitié des années 2020.

Cimetière du crématorium
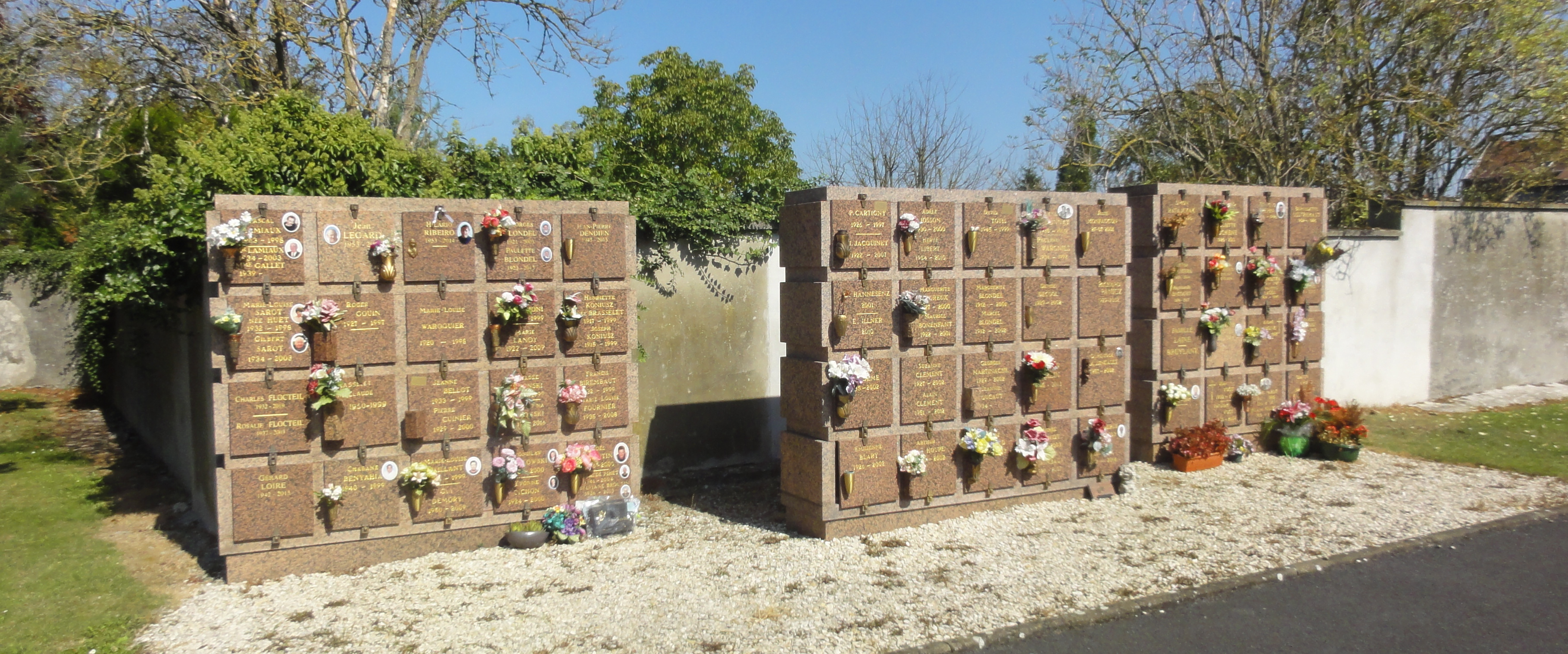
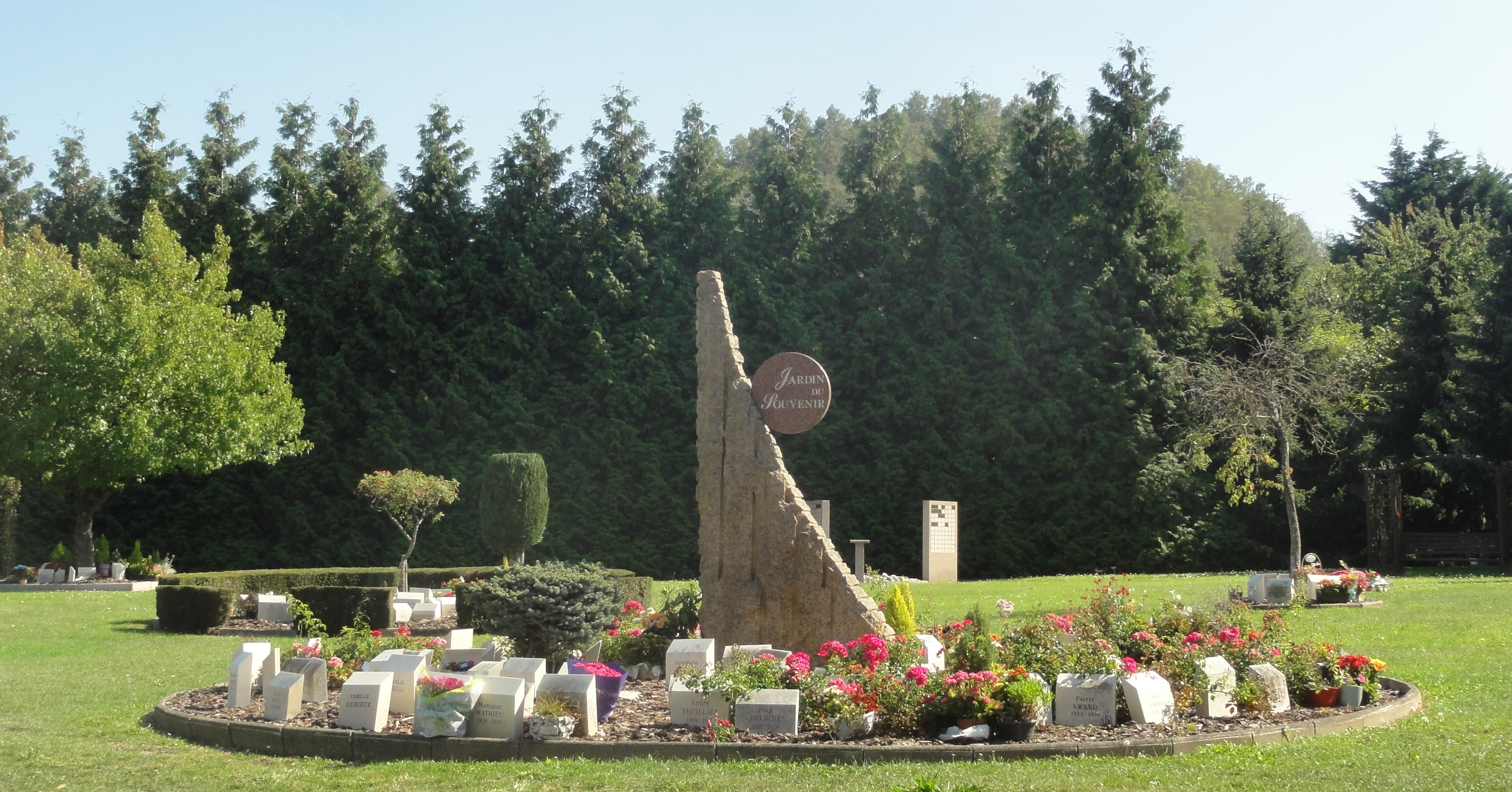
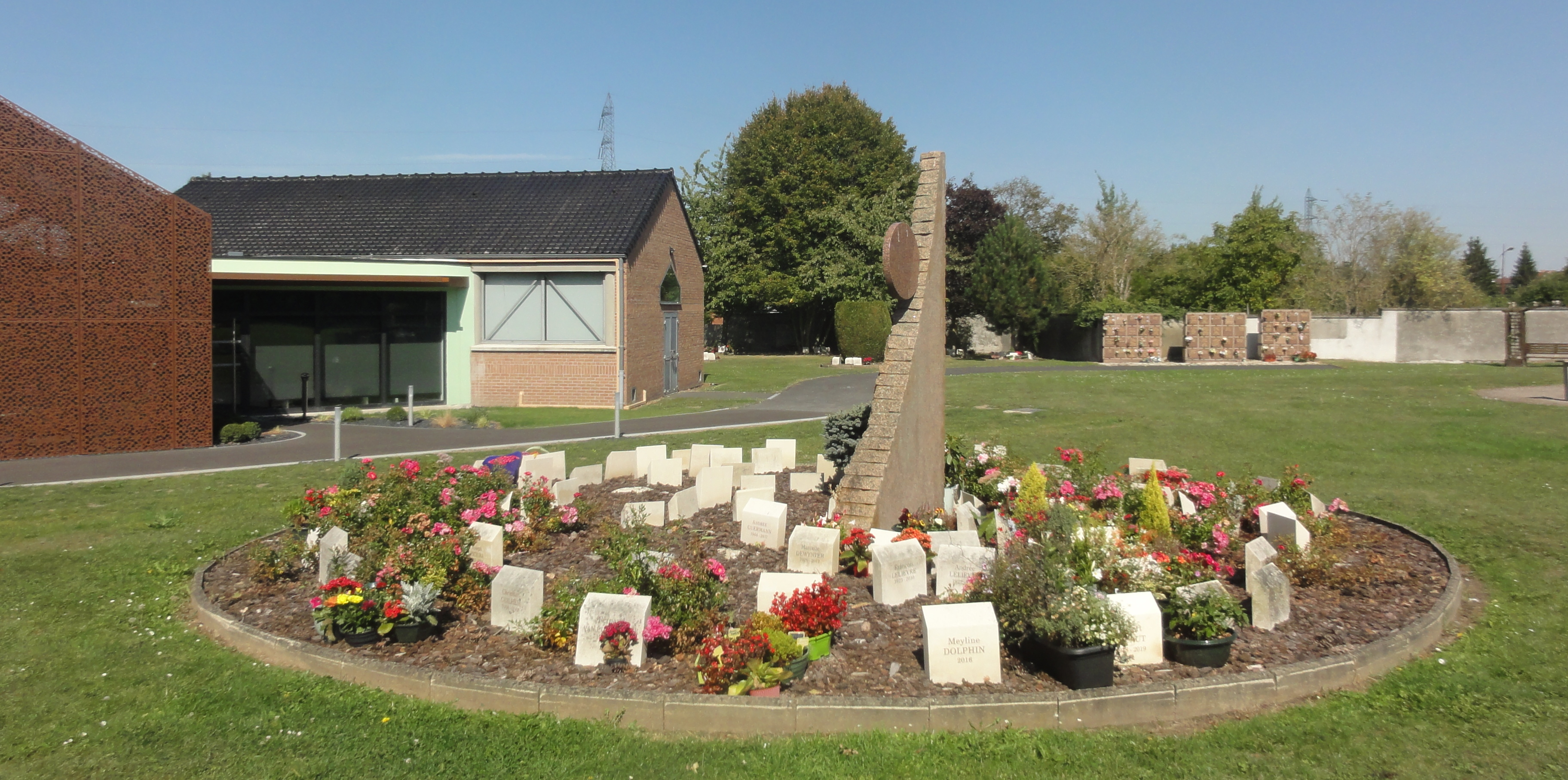
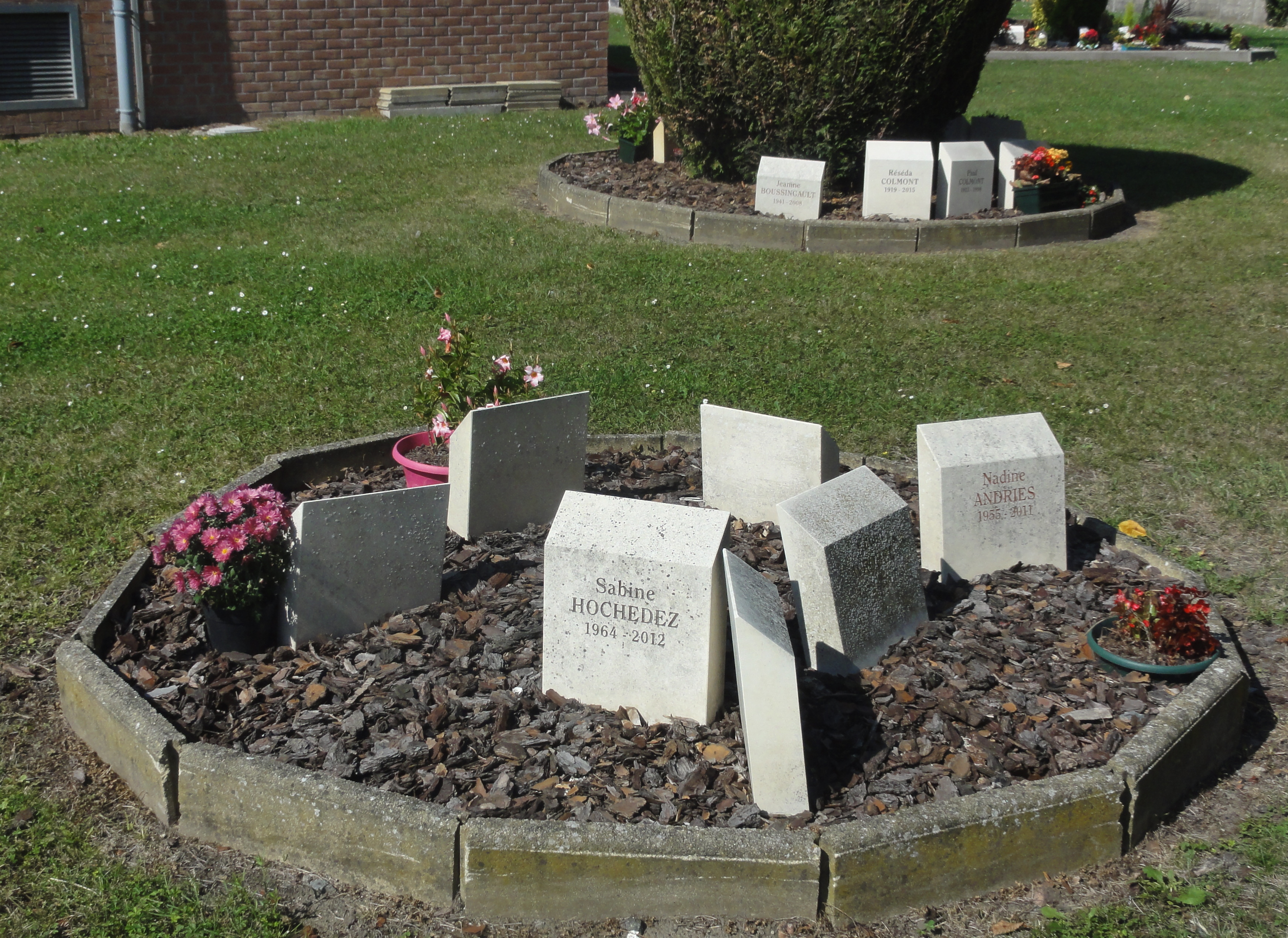